# Ormtungor
Ormtungor (Ophioglossum) är ett släkte med små fleråriga ormbunkar, ca 50 arter globalt. De har en kort jordstam varifrån det skjuter upp ovanjordiska blad, delade i två flikar: dels en steril skiva, dels en smal, sporbildande del, som bär sporgömmen tätt radade i båda kanterna. Hos ormtungor är den sporbildande delen hel och smal, till skillnad från hos låsbräknar där den är parflikig.  Ett par arter av tropiska epifytiska ormtungor har handflikiga blad. Ormtungor och de andra låsbräkenväxterna har äkta rötter men saknar rothår. Rothårens funktion verkar istället fyllas av mykorrhiza. Sporangierna är runda och bara av en sort (låsbräkenväxter är isospora). Gametofyten (den haploida generationen) är underjordisk.

## Utbredning och ekologi
Bara en art växer vilt i Norden, mest på strandängar och andra gräsmarker. Ormtungans huvudutbredning följer Östersjökusten ända upp i Bottenviken, längs både danska, svenska och finska kusten. I Norge är den mer sällsynt. Den antas ofta vara en relikt på sina inlandslokaler, men kan också vara vindspridd.
I Europa växer fyra arter;
- Ormtunga (Ophioglossum vulgatum)
- Späd ormtunga (Ophioglossum azoricum)
- Ophioglossum lusitanicum
- Ophioglossum polyphyllum

## Etymologi
Det svenska namnet ormtunga beskriver bladens utseende, och de flesta europeiska språk har namn som syftar på samma sak. Det vetenskapliga namnet kommer av grekiskans ophios orm och glossa tunga.